# Wielandia unifex
Wielandia unifex là một loài thực vật có hoa trong họ Diệp hạ châu. Loài này được Petra Hoffm. & McPherson mô tả khoa học đầu tiên năm 2007.